# Edmund Frederick Herring
Sir Edmund Frederick Herring KCMG, KBE, DSO, MC, ED, QC, avstralski general, odvetnik in sodnik, * 2. september 1892, Maryborough, Viktorija, † 5. januar 1982, Camberwell.
Po končani vojaški karieri je postal vrhovni sodnik in pomočnik guvernerja Victorie.